# Dorfchemnitz
Dorfchemnitz település Németországban, azon belül Szászország tartományban. Lakosainak száma 1495 fő (2023. december 31.).

## Népesség
A település népességének változása:
| Lakosok száma | 1556 | 1551 | 1511 | 1512 | 1495 |
|               | 2017 | 2019 | 2021 | 2022 | 2023 |